# Paro de octubre de 1972
El paro de octubre de 1972, también conocido como el «paro de los patrones» o el «paro de los camioneros», fue un paro patronal realizado en Chile durante el mes de octubre de 1972, en contra del gobierno de la Unidad Popular encabezado por el presidente de la República Salvador Allende, a causa de la crisis económica en el país. Este paro contó con el apoyo y financiamiento de gremios empresariales de Chile y de la Agencia Central de Inteligencia (CIA) que buscaba desestabilizar al gobierno socialista.

## Antecedentes

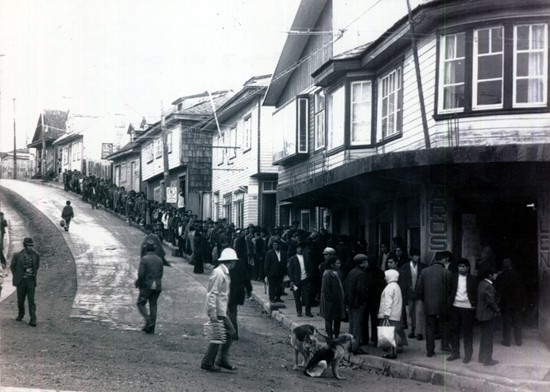
Colas debido al desabastecimiento de productos en 1972.

En 1972, la economía de Chile pasaba por una grave situación; a pesar de que en el primer año del gobierno de la  Unidad Popular (UP) se había logrado bajar la inflación, hacia 1971-1972 las medidas del «plan Vuskovic» produjeron una devaluación del escudo, la moneda nacional, provocando una contracción del país de un -1,21 %, y una hiperinflación del 225 %.
La fijación oficial de precios trajo consigo la escasez y el «mercado negro», lo que significaba la venta de muchos bienes a precios superiores a los oficiales. Por ello, el gobierno creó la Empresa Nacional de Distribución y Comercialización y las Juntas de Abastecimiento y Control de Precios (JAP).
Sin embargo, dichas medidas no lograron revertir la situación, provocando descontento y el surgimiento de protestas en contra del gobierno, principalmente con la participación y dirigencia de las clases medias y altas. El 1 de diciembre de 1971 se realizó la llamada «marcha de las ollas vacías», que daría origen a la agrupación Poder Femenino, y que fue respaldada por los partidos opositores —fundamentalmente los partidos Demócrata Cristiano, Democracia Radical y Nacional—. El 21 de agosto de 1972 el comercio realizó un «paro de advertencia» debido al "asesinato", según el diputado del Partido Nacional Fernando Ochagavía Valdés, del comerciante Manuel Aguilar García a manos de carabineros; la Federación de Estudiantes Secundarios de Santiago (FESES) se unió a dicho paró.

## Desarrollo

### Inicio del paro
La grave situación económica, y los rumores de estatización de empresas de transporte proyectado por la Corfo en la provincia de Aysén —que provocaron un paro indefinido en dicha provincia desde el 1 de octubre— llevaron a la Confederación Nacional de Dueños de Camiones (CNDC), liderada por León Vilarín, con el apoyo de otros gremios, a convocar un paro nacional indefinido el 9 de octubre de ese año, agravándose los problemas de distribución de mercaderías. El paro contó con el apoyo monetario de la Agencia Central de Inteligencia de los Estados Unidos (CIA), que conspiraba para hacer caer el gobierno de la UP, entregando también recursos a diarios opositores, principalmente a El Mercurio. Lo anterior se encuentra dentro del archivo desclasificado posteriormente por la CIA, llamado «plan Septiembre» en el cual se promueven «movimientos gremialistas de patrones y la resistencia civil de la burguesía».
El gobierno resolvió tomar acciones legales contra los organizadores del paro, el cual fue calificado por el ministro del Interior Jaime Suárez Bastidas como «político, ilegal y sedicioso»; por ello, León Vilarín y otros dirigentes del transportes fueron detenidos y trasladados a la Cárcel Pública de Santiago en la noche del 10 de octubre. Los camioneros replicaron a esas medidas con el bloqueo de las principales carreteras del país el 12 de octubre, provocando el desabastecimiento de combustible y de otras mercaderías de carácter esencial, ante lo cual el presidente Salvador Allende declaró Estado de emergencia en 18 provincias del país. El 13 de octubre 300 personas fueron detenidas en todo el país. El Frente Nacionalista Patria y Libertad y el Comando Rolando Matus realizaron acciones de sabotaje en las carreteras, esparciendo miguelitos para entorpecer el paso de vehículos.
Como respuesta al paro, el 17 de octubre fue creado el Frente Patriótico de Mujeres (FPM), organización femenina afín al gobierno de la Unidad Popular y que mediante voluntariados realizó labores de distribución de insumos básicos con el fin de contrarrestar los efectos de la falta de camiones.
Paulatinamente, la oposición y otros gremios profesionales se plegaron a la movilización, como los transportistas urbanos, la Confederación del Comercio Detallista (Confedech) —liderada por Rafael Cumsille—, la Confederación de la Pequeña Industria y Artesanado (Conupia), la Confederación de la Producción y del Comercio (CPC) —presidida por Jorge Fontaine— y la Asociación de Dueños de Microbuses y Taxibuses de la Locomoción Colectiva Particular. El 17 de octubre adhirieron el Colegio Médico de Chile y la Federación de Estudiantes Secundarios de Santiago. Lo mismo hicieron gremios de ingenieros, abogados, odontólogos, profesores, trabajadores portuarios, pilotos de LAN Chile y la Federación de Estudiantes de la Universidad Católica de Chile (FEUC), quedando el país virtualmente paralizado. El 18 de octubre Rafael Cumsille también es encarcelado.
Producto de la clausura de la Radio Nuevo Mundo debido a infracciones de los bandos de la Jefatura de Zona de Emergencia, la Oficina de Informaciones y Radiodifusión (OIR) encabezó una cadena radial obligatoria que se ordenó como parte de la declaratoria de Zona de Emergencia y que se extendió ininterrumpidamente del 15 al 27 del mismo mes. En el intertanto, las radios Yungay, Agricultura y Presidente Balmaceda —junto a la filial de Agricultura en Valparaíso y la Radio Recreo de Viña del Mar— se desconectaron de dicha cadena obligatoria el 23 de octubre, por lo que sus emisiones fueron suspendidas por orden de las autoridades. El 25 de octubre Radio Minería abandonó la cadena obligatoria, siendo clausurada; misma situación ocurrió con las emisoras Minería de Viña  del Mar, Valparaíso de Valparaíso, Centenario de San Javier, Biobío y Simón Bolívar de Concepción, El Carbón de Lota, Pilmaiquén y Cooperativa de Valdivia, y Los Héroes de Chillán. Al día siguiente las radios Interamericana y Cooperativa de Concepción, Sago de Osorno, Talcahuano de Talcahuano y la onda corta de Radio Presidente Balmaceda se descolgaron de la mencionada cadena, y el día 27 fueron sancionadas las radios Minería de Antofagasta y Chilena de Santiago; esa misma jornada la Corte de Apelaciones de Santiago declaró la ilegalidad de la cadena obligatoria y ordenó al gobierno suspenderla, lo cual ocurrió cerca de la medianoche a la vez que levantó las clausuras recaídas sobre las emisoras sancionadas.

### El pliego de Chiley respuesta del gobierno
El 19 de octubre León Vilarín anunció la preparación de un pliego de peticiones al gobierno; en palabras de Sergio Bitar, ello «[reveló] que, tras una imagen gremial, existía una vasta operación política». Al día siguiente se constituyó el Comando Nacional de Defensa Gremial, que agrupó a gran parte de las confederaciones gremiales y empresariales y a los colegios profesionales.

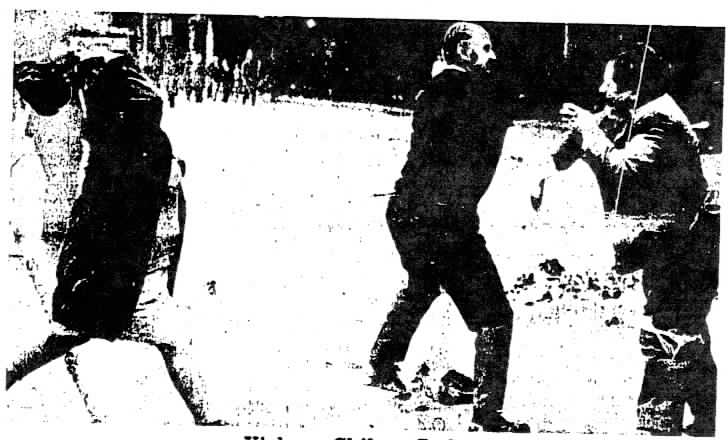
Hechos de violencia durante el paro.

El Comando Nacional publicó sus demandas en un documento que se conoció como El pliego de Chile, publicado originalmente como inserción en el diario El Mercurio el 22 de octubre, y replicado por el resto de los medios de comunicación opositores a Allende. En el pliego se exigía el fin de las clausuras radiales, la banca única, el ahogamiento de la papelera, la prohibición de expropiaciones, devolución de los bienes nacionalizados a sus dueños, reforma constitucional que limitaría los poderes del presidente, y finalizar la cadena nacional obligatoria establecida por la OIR y que afectaba a 155 radios privadas, establecida por las autoridades militares tras la declaración del estado de excepción. Se convocó a una paralización de actividades general para el 24 de octubre, a la cual se tituló «Día del silencio». Durante el transcurso del paro los camioneros Orlando Silva y Sergio Olivares, el militar Fernando Carrera y el obrero José Urra, mueren a balazos en diversos incidentes y distintos puntos del país.
El paro finalizó el 5 de noviembre de 1972, tras el nombramiento de miembros de las Fuerzas Armadas como ministros de Estado: el comandante en jefe del ejército, Carlos Prats, asumió en Interior; el contralmirante Ismael Huerta en Obras Públicas; y el general de Brigada Claudio Sepúlveda Donoso en Minería. Este gabinete duró hasta las elecciones parlamentarias de marzo de 1973.
El gobierno aprovechó la paralización de los camioneros opositores para utilizar parte del sistema Synco. Mediante las máquinas de télex que formaban parte del proyecto cibernético, el gobierno fue capaz de coordinar el transporte de alimentos a la ciudad con los cerca de 200 camiones leales a Allende y que no se encontraban en paro.

## Víctimas
El libro Chile, the Crime of Resistance señala al menos 4 muertos durante el paro, misma cifra señalada en el libro La verdad olvidada del terrorismo en Chile (1968-1996) de Arturo Castillo Vicencio. Por otro lado, el libro Historia de la violencia política durante la Unidad Popular. Actores, coyunturas, discursos (1970-1973) de Francisco Javier Morales Aguilera señala al menos 7 muertos argumentando referencias en base a información de periódicos de la época.
| Fecha                  | Nombre                  | Edad    | Hechos |
| ---------------------- | ----------------------- | ------- | --- |
| 11 de octubre de 1972  | Orlando Silva           | 42 años | Ocurrido en la madrugada en Rancagua, frente a la bomba de bencina Lizana en la Ruta 5, una discusión entre un camionero partidario del paro y otro opositor del mismo, concluyó en un duelo a balazos, uno de los participantes cargaba revólver y el otro una carabina 44. El transportista Orlando Silva, al interponerse entre los contendores, recibió dos tiros de carabina y murió en forma instantánea. |
| 12 de octubre de 1972  | José Urra               |         | Al no obedecer las indicaciones de una la patrulla militar en pleno centro de la capital, fue herido mortalmente por un disparo. |
| 18 de octubre de 1972  | Sergio Olivares Salas   |         | Cerca del mediodía, en las cercanías de Quillota, uno de los acompañantes de Sergio Olivares, Gabriel Cruz Vargas, indicó que el militar (el cabo de la Armada Manuel Aros) que iba custodiando un camión que transportaba combustible los habría confundido con saboteadores que buscaban atentar contra el camión. Según su relato, en medio del incidente los ocupantes del vehículo menor no escucharon ninguna orden proveniente desde el militar, sino que solamente sintieron el disparo y vieron caer a su compañero herido. |
| 22 de octubre de 1972  | Fernando José Carrera   |         | En las calles Tobalaba y Larraín, durante el toque de queda, cuando el mayor de Ejército en retiro Fernando José Carrera, hermano de la senadora socialista María Elena Carrera, regresaba a su hogar en su automóvil luego de una comida en el Club Militar —según declaró la Comandancia en Jefe del Ejército— una patrulla militar hizo detener al vehículo de Carrera, pero éste no acató la orden, lo que dio motivo para que se ordenara disparar contra el auto, lo que provocó la muerte de Carrera de un impacto de bala en el cráneo. |
| 26 de octubre de 1972  | René Céspedes Arena     | 9 años  | A raíz del paro de la locomoción colectiva en apoyo a la movilización de los transportistas, muere atropellado cuando de un bus de la Empresa de Transportes Colectivos del Estado que realizó un brusco viraje al pincharse un neumático producto de un «miguelito» que estaba en el suelo. |
| 2 de noviembre de 1972 | Johny Faúndez González  | 9 años  | Ocurrido en la medianoche en Curicó, una patrulla militar que custodiaba las calles de la población Soler se dispuso a controlar a un número indeterminado de individuos que permanecían en la vía pública. La negativa que manifestaron estas personas a ser controladas por la autoridad uniformada derivó en un enfrentamiento armado entre ambos grupos. Uno de los disparos que se efectuó alcanzó al niño Johny Faúndez, quien se encontraba junto a otro menor en las inmediaciones del lugar. Las autoridades militares responsabilizaron del hecho a los civiles que se negaron al control de la patrulla militar y que además abrieron fuego en contra de esta. El teniente coronel a cargo de la zona de emergencia de dicha provincia, Rafael Ortiz Navarro, señaló que Faúndez habría sido herido por proyectiles de «pequeño calibre», probablemente del número 22, los cuales no correspondían a las armas que usaba el Ejército en estas diligencias. |
| 3 de noviembre de 1972 | Cristián Jara Contreras | 22 años | En la madrugada se dirigía en su vehículo particular por la avenida Vicuña Mackenna al oriente de la capital. Al llegar a la intersección de esta arteria con la calle Acevedo Hernández, una patrulla de uniformados le ordenó que detuviera su automóvil, orden que no fue cumplida por el conductor, lo que provocó que uno de los militares hiciera uso de su fusil disparando en contra del vehículo. |